# Jamides mentawica
Jamides mentawica är en fjärilsart som beskrevs av Hagen 1902. Jamides mentawica ingår i släktet Jamides och familjen juvelvingar. Inga underarter finns listade i Catalogue of Life.